# CeramTec
Die CeramTec Gruppe ist ein Entwickler und Hersteller von Produkten und Komponenten aus Technischer Keramik (auch Technische Hochleistungskeramik genannt). Unter anderem über eigene Vertriebsgesellschaften gelangen die Produkte in den Markt. Sie werden vor allem in der Medizintechnik, im Automobilbau, in der Elektronik, im Geräte- und Maschinenbau, in der Umwelt-& Energietechnik, im Werkzeugbau, in der Chemischen Industrie sowie in der Halbleiterindustrie eingesetzt. Stammsitz des Unternehmens ist Plochingen in Baden-Württemberg.
Tochterunternehmen, Niederlassungen und Repräsentanzen befinden sich in Deutschland, den Vereinigten Staaten von Amerika, China, Großbritannien, Tschechien, der Schweiz, Frankreich, Spanien, Italien, Polen, Mexiko, Brasilien, Malaysia, Taiwan und Indien. Hauptstandorte in Deutschland sind Plochingen, Lauf und Marktredwitz neben weiteren Standorten in Ebersbach, Lohmar und Wilhermsdorf.
Das Unternehmen ist Mitglied im Verband der Keramischen Industrie und der Deutschen Keramischen Gesellschaft.

## Geschichte

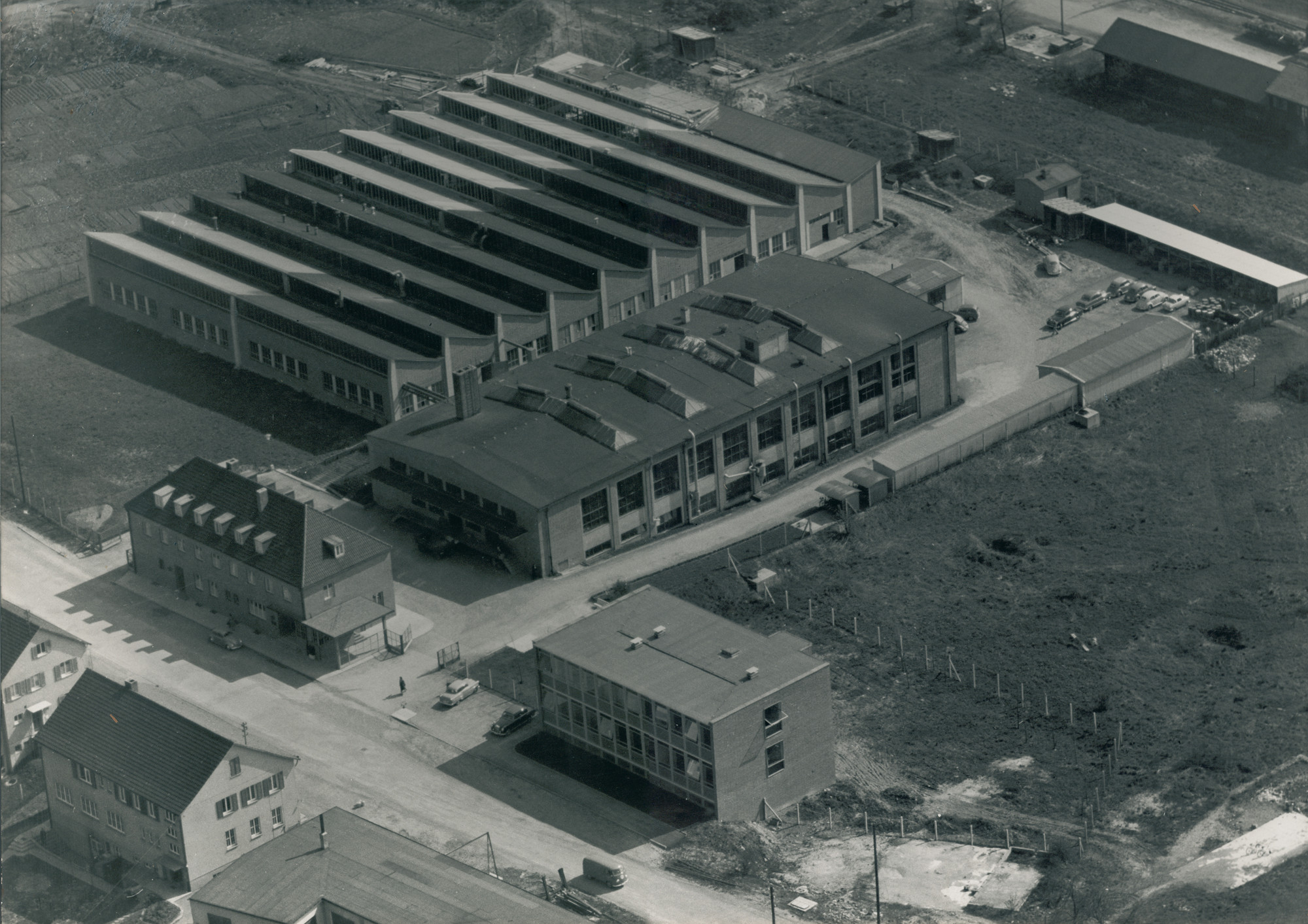
Der Standort Plochingen um 1959

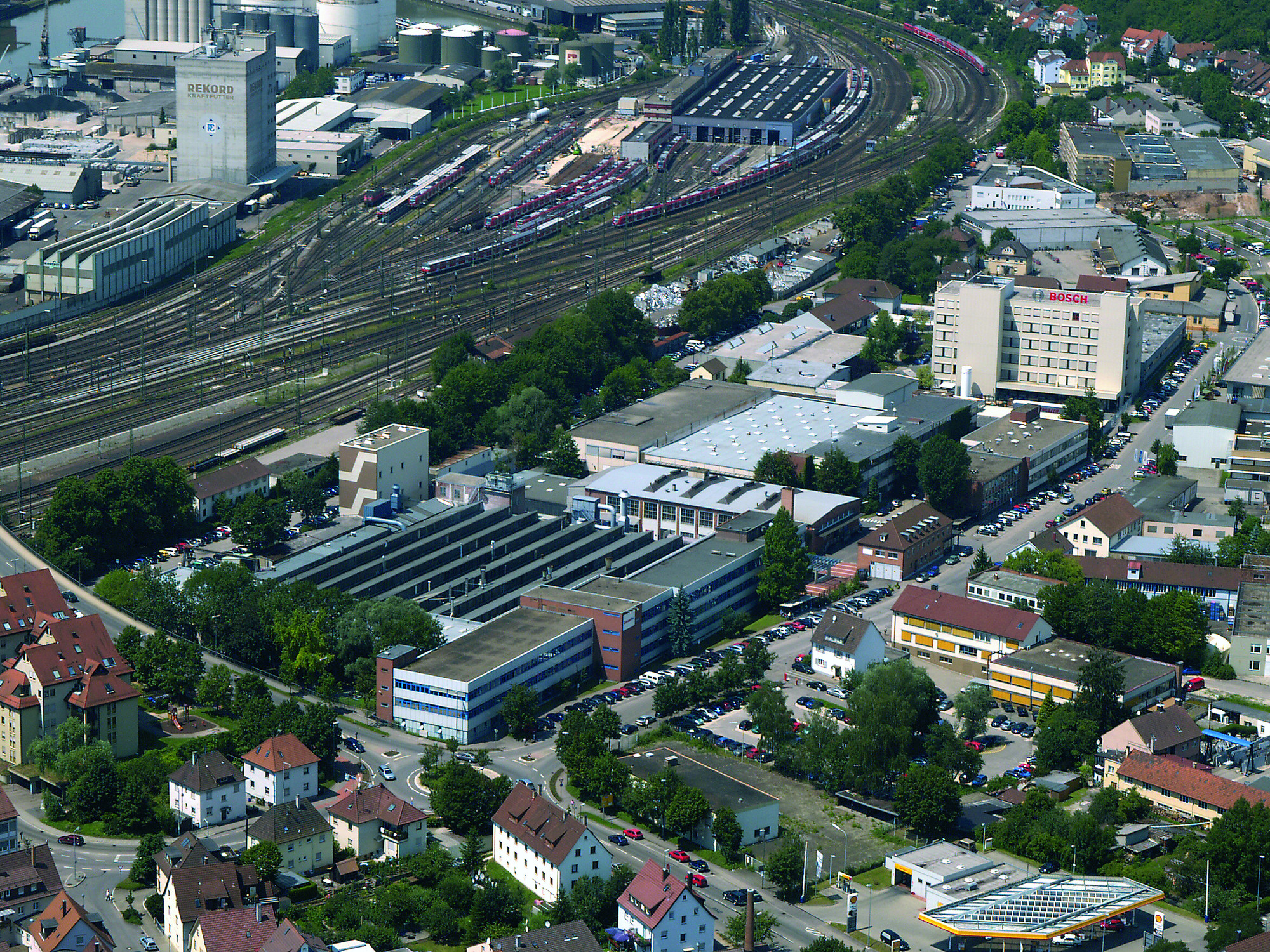
Der Standort Plochingen im Jahr 2005

Die Gründung der CeramTec geht auf das Jahr 1903 zurück. Seinerzeit entstanden die Thomaswerke, die im Jahr 1908 von der Philipp Rosenthal & Co. AG übernommen wurden. Diese kooperierte ab 1921 mit der AEG im Bereich technischer Porzellane. Diese Partnerschaft wurde 1936 im Bereich Technische Keramik vertieft, es erfolgte die Gründung der Rosenthal Isolatoren GmbH, auch als RIG bekannt.
1971 wurde im Rahmen einer Neuordnung der Zusammenarbeit die Rosenthal Stemag Technische Keramik GmbH zur Herstellung von technischer Keramik gegründet. Dieses Unternehmen wurde 1974 zur Rosenthal Technik AG, 1985 von der Hoechst AG erworben und ab diesem Zeitpunkt als Hoechst CeramTec AG geführt. Im Jahr 1996 wurde diese von der Cerasiv GmbH mit Sitz in Plochingen übernommen, das neue Unternehmen firmierte als CeramTec AG.
Der Standort in Lauf an der Pegnitz geht auf die Gründung der STEMAG AG (Steatit-Magnesia Aktiengesellschaft) im Jahr 1921 zurück. 1970 zunächst in die AEG eingegliedert, ging das Unternehmen im Zuge der Neuordnung der Partnerschaft zwischen Rosenthal und AEG 1971 in der Rosenthal Stemag Technische Keramik GmbH auf.
Am Standort Plochingen entstand 1951 die Südplastik Gummi- und Kunststoffverarbeitung GmbH, welche 1953 durch die Feldmühle AG übernommen und in Südplastik und -keramik GmbH (SPK) umbenannt wurde. Im Jahr 1991 bündelte die Feldmühle AG ihre Keramik-Aktivitäten in der neu gegründeten Cerasiv GmbH, veräußerte diese aber bereits 1992 an die Metallgesellschaft AG zur Einbindung in deren Tochtergesellschaft Dynamit Nobel AG. Mit der Übernahme der Hoechst CeramTec AG durch die Cerasiv GmbH im Jahr 1996 kam es zur Gründung der CeramTec AG als einem Unternehmen der Metallgesellschaft AG (mg technologies AG).
Die Metallgesellschaft AG trennte sich 2004 von ihrem Teilkonzern Dynamit Nobel AG. Haupterwerber wurde der amerikanische Finanzinvestor KKR, der Teile der Dynamit Nobel AG in seine Beteiligung Rockwood Holdings Inc. integrierte. Damit ging auch die CeramTec AG in den Besitz der Rockwood Gruppe mit Sitz in Princeton (New Jersey) in den Vereinigten Staaten, über. Die CeramTec AG wuchs als Unternehmen konstant weiter und erwarb 2007 die Emil Müller GmbH in Wilhermsdorf, welche als Tochtergesellschaft eingegliedert wurde. Eine weitere Akquisition erfolgte 2008: die ETEC Gesellschaft für Technische Keramik mbH wurde ebenfalls als Tochtergesellschaft eingegliedert und in CeramTec-Etec GmbH umbenannt.
2013 verkaufte die Rockwood Holdings Inc. die CeramTec Unternehmensgruppe an das britische Private-Equity-Unternehmen Cinven.
2017 erwarb CeramTec die englische Morgan UK ElectroCeramics mit deren beiden Standorten in Southampton und Ruabon zur Ergänzung des bestehenden Produktportfolios im Bereich Sensoren, Kondensatoren, Wandlern und Piezokeramiken. Im Jahr 2017 verkaufte Cinven die Unternehmensgruppe für 2,6 Milliarden Euro an Fonds, die von dem Private-Equity-Investor BC Partners beraten wurden sowie weitere Co-Investoren.
Im Frühjahr 2021 erwarb die CeramTec Gruppe den Schweizer Spezialisten für keramische Zahnimplantate, Dentalpoint AG (heute CeramTec Schweiz GmbH). Im Jahr 2022 erwarben die kanadische CPPIB und der von BC Partners beratene Fond BC XI und Co-Investoren jeweils 50 % der CeramTec-Gruppe. Im September 2023 fand am Standort Marktredwitz der erste offizielle Spatenstich für einen Neubau zur Erweiterung der Fertigungskapazitäten im Bereich Medizintechnik statt.

## Anwendungen und Produkte
Die Einsatzgebiete der Produkte, Komponenten und Lösungen berühren eine Reihe von verschiedenen Märkten.  Eine Auswahl der wichtigsten Anwendungen:

### Medizintechnik
- Orthopädie: Keramische Komponenten für künstliche Hüft- und Kniegelenke
- Dentalmedizin: Biokeramische Dentalimplantate
- Veterinärmedizinische Keramiklösungen
- Medizinische Geräte: Sensoren, Ultraschallanwendungen und strukturkeramische Komponenten
- Tauchformen für die Handschuh-Herstellung

### Automotive & Elektronik
- Substrate: Aus keramischen Substraten lassen sich zahlreiche Schlüsselkomponenten für elektronische Anwendungen herstellen.
- Piezokeramische Sensoren: Diese können die Sicherheit der Insassen erhöhen und ermöglichen eine intelligente Motorsteuerung.
- Kühlkörper: Von Thermomanagement in Invertern und Konvertern von Hybrid- und Elektrofahrzeugen bis hin zu Isolationskeramik für Hochvolt-PTC-Heizmodule.
- Gleit-, Lager- und Dichtungstechnik: Leistungs- und Standzeitverbesserung in der Automobilindustrie.
- Passive Bauelemente: Spulenkörper, Widerstandstragkörper und Sicherungen für elektronische Schaltungen.

### Chemie-Industrie
- Katalysatorträger: Keramische Trägermaterialien in der heterogenen Katalyse
- Mahlgranulate, Mahlkugeln und Futtersteine
- Poröse Produkte: Beständigkeit in elektrochemischen Prozessen und Galvanik
- Rohre & Spezialbauteile

### Halbleiterindustrie
- Wafer-Chucks aus Siliziumkarbid und weitere Keramik-Komponenten mit fortschrittlichen Eigenschaften

### Industrielle Anwendungen
- 3D-Druck mit Aluminiumoxid oder Siliziumkarbid: Designfreiheit, Zeit- und Kostenersparnis
- Keramik-Werkzeuge für den Schweißprozess
- Pumpen, Ventile und Dichtungen
- Salzkerne: Rückstandsfreie Hohlräume in Gussbauteilen
- Sanitärtechnik: Kartuschen, Dicht- und Regelscheiben
- Silikatkeramik: Heiz-, Wärme- und Isoliertechnik
- Textilindustrie: Friktionsscheiben, Fadenführer und technische Schneiden
- Ultraschalltechnologie für Mess- und Sensoranwendungen
- Umformtechnik: Drahtzug, Rohrbearbeitung und Umformanlagen

### Zerspanungstechnik
- Wendeschneidplatten aus keramischen Schneidstoffen, polykristallinem kubischem Bornitrid (PcBN) und Cermets für die Metallzerspanung
- Schneidstoffe, Werkzeugsysteme und Werkzeugträgersysteme zum Drehen, Hartdrehen, Stechen, Fräsen oder Aufbohren

## Hauptwerkstoffe

### Oxidkeramiken
- Aluminiumoxid
- Aluminiumtitanat
- Mischkeramik/Dispersionskeramik
- Piezokeramik
- Silikatkeramik
- Zirkonoxid

### Nichtoxidkeramiken
- Aluminiumnitrid
- Siliciumcarbid
- Siliciumnitrid
- SiAION
- PcBN Polykristallines kubisches Bornitrid

### Verbundwerkstoffe
- Metal Matrix Composite (MMC)

### Salzkerne
Siehe auch Formguss#Metallische Dauerformen.
- Gebunden
- Gesintert
- Kerngeschossen